# 마야시모촌
마야시모촌(馬屋下村)은 일본 오카야마현 미쓰군에 있던 촌이다. 현재의 오카야마시의 일부에 해당한다.

## 역사
- 1889년 6월 1일 - 정촌제 시행에 의해 쓰다카군 마야시모촌이 발족하였다.
- 1900년 4월 1일 - 군의 통합에 의해 미쓰군이 되었다..
- 1955년 1월 1일 - 이치노미야촌, 히라쓰촌과 합병, 정으로 승격해 이치노미야정이 신설하여 폐지되었다.

## 참고문헌
- 角川日本地名大辞典 33 岡山県
- 『市町村名変遷辞典』東京堂出版、1990年。